# Isole Doumeira
Le isole Doumeira si trovano nel Mar Rosso a nord-est di Gibuti e ad est dell'Eritrea vicino al Bab el-Mandeb, lo stretto che congiunge il Mar Rosso con il Golfo di Aden e quindi con l'Oceano Indiano. L'arcipelago è costituito da Doumeira, situata a meno di un chilometro dalla costa eritrea e di Gibuti e dall'isola molto più piccola di Kallîda, che si trova 250 metri più ad est. Le isole sono disabitate, di sovranità non definita e oggetto di disputa tra gli stati confinanti.
L'accordo di confine attualmente in vigore e che risale al 1900, specifica che il confine internazionale tra Eritrea e Gibuti inizia a est a Capo Doumeira (Ras Doumeira) sulla costa occidentale del Mar Rosso e corre per 1,5 km lungo lo spartiacque della penisola per poi continuare verso ovest. Il protocollo del 1900 specificava che l'Ile Doumeira (isola di Doumeira) immediatamente al largo e i suoi isolotti più piccoli adiacenti non avrebbero avuto assegnata una sovranità specifica e sarebbero rimasti una zona neutrale smilitarizzata.
Il 7 gennaio 1935, nel quadro dei trattati successivi all'esito della prima guerra mondiale, Italia e Francia firmarono l'accordo franco-italiano, in base al quale alcune parti del Somaliland francese (l'odierna Gibuti) sarebbero state cedute all'Italia, che all'epoca aveva come colonia l'Eritrea. Dopo la vittoria sulla Germania nella prima guerra mondiale fu infatti convenuto che l'Italia non avrebbe ricevuto territori dall'impero coloniale tedesco sconfitto, ma sarebbe stata compensata con alcune aree confinanti dagli imperi coloniali britannici e francesi. L'accordo fu ratificato dal parlamento francese il 26 marzo 1935, mentre il parlamento italiano non lo ratificò, perché le cessioni furono giudicate "minime", non includendo né la Tunisia, né la Corsica, né Nizza. 
Nell'aprile 1996 Eritrea e Gibuti sfiorarono l'inizio di un conflitto dopo che un funzionario di Gibuti accusò l'Eritrea di bombardare Ras Doumeira. 

## Gli scontri del 2008
Il 10 giugno 2008, secondo Gibuti, diverse truppe eritree disertarono abbandonando le loro posizioni e fuggendo dalla parte di Gibuti. Le forze eritree iniziarono a colpire le forze di Gibuti chiedendo la restituzione dei disertori. Gli scontri tra le due forze continuarono per diversi giorni prima che i militari di Gibuti annunciassero il 13 giugno che i combattimenti si erano fermati, ma lo stesso giorno, il presidente Guelleh, fu citato dalla BBC dicendo che il suo paese era in guerra con l'Eritrea.
44 soldati di Gibuti furono uccisi e 55 feriti durante i combattimenti. Secondo le stime di Gibuti, 100 soldati eritrei furono uccisi negli scontri, 100 catturati e 21 disertarono. Il presidente di Gibuti Guelleh dichiarò: "Abbiamo sempre avuto buoni rapporti, ma hanno occupato in modo aggressivo parte del nostro paese. Questa è un'aggressione a cui stiamo resistendo".
Il 24 giugno 2008, il Consiglio di sicurezza delle Nazioni Unite tenne una riunione in sede a New York per ascoltare un briefing sulla situazione, nonché le dichiarazioni del Primo Ministro di Gibuti Mohamed Dileita e dell'ambasciatore eritreo. Venne inviata nella regione una missione di accertamento dei fatti delle Nazioni Unite che pubblicò un rapporto in cui si affermava che la situazione di stallo tra Eritrea e Gibuti potrebbe "avere un grave impatto negativo sull'intera regione e sulla più ampia comunità internazionale". Nella relazione si dava evidenza del fatto che nel mentre Gibuti si era ritirata dall'area controversa, le forze eritree non lo avevano fatto. Peraltro alla missione di accertamento dei fatti non venne consentito l'accesso in territorio eritreo. Il 14 gennaio 2009 il Consiglio di sicurezza delle Nazioni Unite approvò la risoluzione 1862, sollecitando il dialogo tra i due paesi per risolvere pacificamente la questione. Il consiglio accolse con favore il ritiro di Gibuti alle posizioni prima del 10 giugno 2008 e chiese all'Eritrea di effettuare un ritiro analogo entro cinque settimane dalla risoluzione.

## Sviluppi recenti
All'inizio di giugno 2010 Eritrea e Gibuti concordarono di sottoporre la questione al Qatar per la mediazione, una decisione che fu elogiata dall'Unione africana.
Dopo la crisi diplomatica del Qatar del 2017, l'emirato ritirò le sue forze di pace dal territorio conteso. Poco dopo, Gibuti accusò l'Eritrea di rioccupare la collina continentale e l'isola di Doumeira.
Nel settembre 2018 è stato annunciato che Eritrea e Gibuti hanno accettato di normalizzare le loro relazioni.